# Premi Ciutat de Barcelona en arquitectura i urbanisme
Premi atorgat a una obra original o intervenció d'arquitectura i urbanisme o una obra de restauració finalitzada o inaugurada a Barcelona o la seva àrea metropolitana durant l'any que s'atorga. El premi l'entrega l'Ajuntament de Barcelona i el guardonat és escollit per un jurat independent. Forma part del Premi Ciutat de Barcelona que recull guardons anuals a diferents disciplines.

## Guardonats
- 2022 - Biblioteca Gabriel García Márquez - Suma Arquitectura.[2]
- 2021 - Exposició Our Garden Needs Its Flowers, Centre d’Art Tecla Sala - Sociedad 0.[3]
- 2020 - no convocat[4]
- 2019 - Centre Esportiu Municipal del Turó de la Peira - Anna Noguera i Javier Fernández[5]
- 2018 - La Borda - Lacol[6]
- 2017 - La Lleialtat Santsenca - H Arquitectes[7]
- 2016 - Sala Beckett – Flores & Prats Arquitectes.[8]
- 2015 - Arquitectes de capçalera[9]
- 2014 - Biblioteca Sant Gervasi – Joan Maragall, a càrrec de l'estudi BCQ (David Baena i Toni Casamor).[10]
- 2013 - Born CC - Enric Sòria i Rafael de Cáceres[11]
- 2012 - Fàbrica de creació de la Fabra i Coats, dels arquitectes Manuel Ruisánchez i Francesc Bacardit[12]
- 2011 - Torre Júlia (Patronat Municipal de l'Habitatge de Barcelona), de Ricard Galiana, Sergi Pons i Pau Vidal[13]
- 2010 - Nau del Temple de la Sagrada Família d'Antoni Gaudí[14]
- 2009 - BAAS arquitectura[15]
- 2008 - Campus de Comunicació, de la UPF[16]
- 2007 - Josep Miàs, pel Mercat de la Barceloneta[17]
- 2006 - Jaime Coll i Judith Leclerc[18]
- 2005 - Mercat de Santa Caterina de EMBT[19]
- 2004 - pèrgola del Fòrum, de José Antonio Lapeña i Elias Torres Tur[20]
- 2003 - Fort Pienc - Josep Llinàs[21]
- 2002 - Ventura Valcarce[22]
- 2001 - Josep Llinàs[23]
- 2000 - Josep Martorell, Oriol Bohigas i David Mackay, de l'estudi MBM[24]
- 1999 - Carles Ferrater, Josep Lluís Canosa, Bet Figueras[24]
- 1998 - Josep Llinàs[24]
- 1997 - Cristian Cirici i Carles Bassó[24]
- 1996 - Esteve Bonell, Josep Gil, Jordi Garcés i Enric Sòria[24]
- 1995 - Josep Llinàs[24]
- 1994 - Esteve Bonell i Costa i Josep M. Gil[24]
- 1993 - Helio Piñón i Albert Viaplana[24]
- 1992 - Norman Foster[24]
- 1991 - Enric Miralles Moya i Carme Pinos Desplat[24]
- 1990 - Arata Isozaki[24]
- 1989 - Albert Viaplana i Helio Piñón[24]